# Emmesomyia kurahashii
Emmesomyia kurahashii är en tvåvingeart som beskrevs av Masayoshi Suwa 1991. Emmesomyia kurahashii ingår i släktet Emmesomyia och familjen blomsterflugor. Inga underarter finns listade i Catalogue of Life.